# Β-D-Galaktozydaza
β-D-Galaktozydaza – enzym katalizujący reakcje hydrolizy wiązań O-glikozydowych w β-D-galaktozydach, np. w laktozie, prowadząc do jej hydrolizy na cukry proste: glukozę i galaktozę.
β-D-Galaktozydaza ma szerokie zastosowanie w przemyśle spożywczym (np. w mleczarstwie) do produkcji przetworów bezlaktozowych, a także w przemyśle farmaceutycznym (np. przy produkcji leków na bazie immobilizowanych enzymów) o przeznaczeniu dla osób z nietolerancją laktozy; oraz w badaniach laboratoryjnych. Wykorzystywane są przy tym specyficzne właściwości laktazy, umożliwiające hydrolizę wiązań β-glikozydowych w cząsteczce laktozy oraz jej rozkład na D-galaktozę i D-glukozę. Oprócz tego enzym ma swój udział w obniżaniu poziomu cholesterolu we krwi, zapobiegając nadciśnieniu; a także zmniejsza ryzyko powstawania nowotworów jelita grubego (w przypadku wystąpienia nietolerancji laktozy).
Obecnie β-D-galaktozydaza produkowana jest przez różne rodzaje bakterii, grzybów, komórek niektórych ssaków oraz roślin. Jednakże wzrastające zapotrzebowanie na β-D-galaktozydazę determinuje poszukiwania specyficznych rodzajów laktaz, wykazujących szerokie optimum temperaturowe i pH, przy jednoczesnym zachowaniu wysokiej aktywności enzymu; pozwalające na szersze zastosowania.
β-D-Galaktozydaza pozyskiwana jest na skalę przemysłową z grzybów z rodzaju Aspergillus i drożdży z rodzaju Kluyveromyces.